# Thomsonit

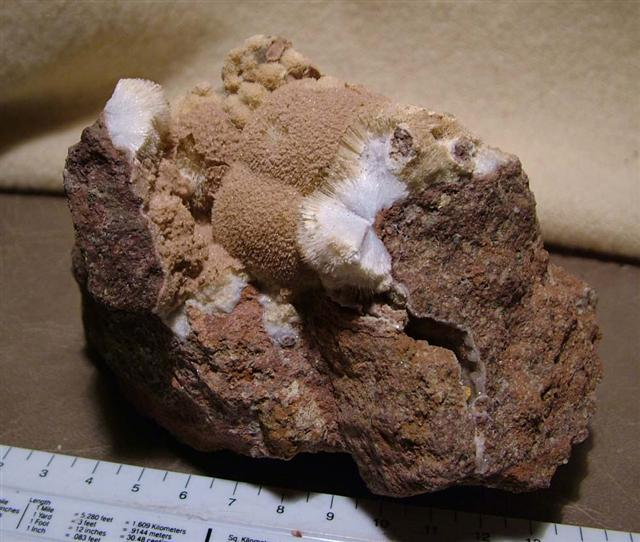
Radialstrahliger Thomsonit, durch Elemente aus der Matrix oberflächlich bräunlich gefärbt, aus Goble Creek, Columbia County (Oregon), USA

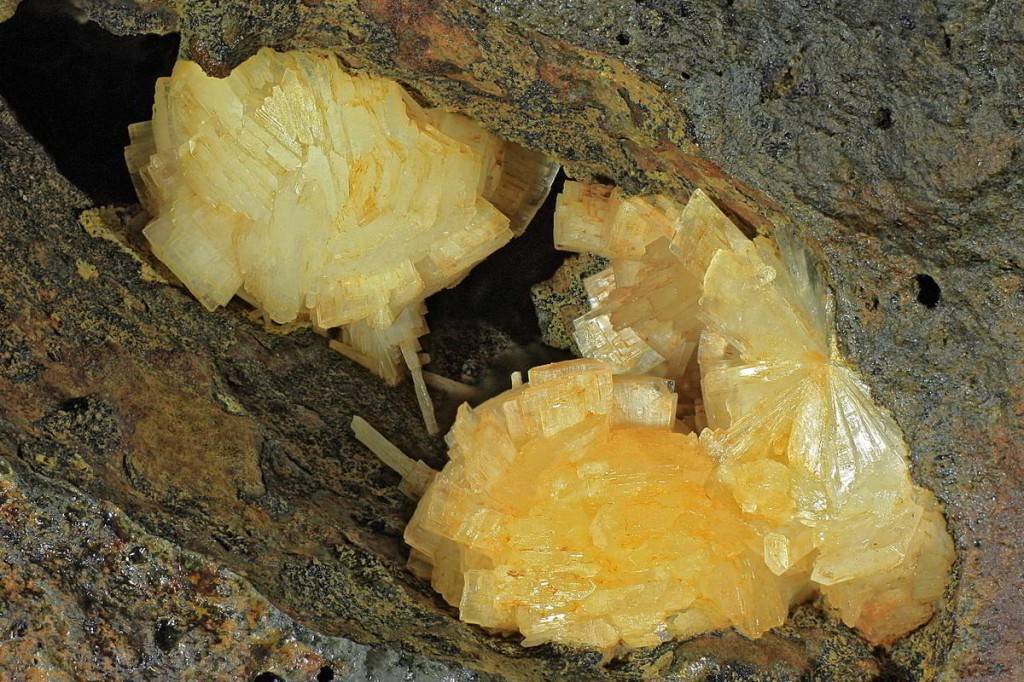
Gelbliche, blättrige Thomsonit-Kristalle als Spaltfüllung aus dem Steinbruch Bertocchi bei San Pietro Mussolino, Venetien, Italien

Thomsonit ist die Bezeichnung eines nicht näher bestimmten Mischkristalls mit den als eigenständige Minerale anerkannten Endgliedern Thomsonit-Ca und Thomsonit-Sr aus der Mineralklasse der „Silikate und Germanate“. Beide Thomsonite kristallisieren im orthorhombischen Kristallsystem mit den idealisierten Zusammensetzungen
- Thomsonit-Ca: NaCa2(Al5Si5)O20·6H2O[1]
- Thomsonit-Sr: NaSr2(Al5Si5)O20·6-7H2O[1]

Thomsonit als Mischkristall kann auch mit der allgemeinen Formel Na(Ca,Sr)2[Al5Si5O20]·6-7H2O beschrieben werden, wobei die in den runden Klammern angegebenen Elemente Calcium und Strontium sich in der Formel jeweils gegenseitig vertreten können (Substitution, Diadochie), jedoch immer im selben Mengenverhältnis zu den anderen Bestandteilen des Minerals stehen. Strukturell gehört Thomsonit innerhalb der Gerüstsilikate zur Gruppe der Zeolithe.

## Etymologie und Geschichte
Erstmals entdeckt wurde Thomsonit nahe Old Kilpatrick im schottischen Verwaltungsbezirk West Dunbartonshire und beschrieben 1820 durch Henry James Brooke (1771–1857), der das Mineral nach dem schottischen Chemiker Thomas Thomson benannte.
1821 beschrieb David Brewster eine vermeintlich neue Zeolithart als Comptonit nach Lord Compton, der die Proben vom Vesuv mitbrachte. Rammelsberg stellte allerdings bei späteren Analysen fest, dass das Mineral mit Thomsonit identisch war.
2001 beschrieben I. V. Pekov, E. V. Lovskaya, A. G. Turchkova, N. V. Chukanov, A. E. Zadov, R. K. Rastsvetaeva und N. N. Kononkova mit Thomsonit-Sr (IMA 2000–025) das strontiumreiche Endglied der Mischreihe aus der Typlokalität Raswumtschorr in den Chibinen auf der russischen Halbinsel Kola.

## Klassifikation
In der mittlerweile veralteten, aber noch gebräuchlichen 8. Auflage der Mineralsystematik nach Strunz gehörte der hier noch als ein Mineral angesehene Thomsonit zur Abteilung der „Gerüstsilikate (Tektosilikate)“, wo er zusammen mit Edingtonit, Gonnardit, Mesolith, Mountainit, Natrolith und Skolezit die „Natrolith-Gruppe“ mit der System-Nr. VIII/F.10 innerhalb der Zeolith-Familie bildete.
Im zuletzt 2018 überarbeiteten und aktualisierten Lapis-Mineralienverzeichnis nach Stefan Weiß, das sich aus Rücksicht auf private Sammler und institutionelle Sammlungen noch nach dieser alten Form der Systematik von Karl Hugo Strunz richtet, erhielt Thomsonit-Ca die System- und Mineral-Nr. VIII/J.21-70 und Thomsonit-Sr die System- und Mineral-Nr. VIII/J.21-80. In der „Lapis-Systematik“ entspricht dies ebenfalls der Abteilung „Gerüstsilikate“, wo Thomsonit-Ca und Thomsonit-Sr zusammen mit Gonnardit, Mesolith, Natrolith, Paranatrolith und Skolezit die unbenannte Gruppe VIII/J.21 bilden. Die Gruppen VIII/J.21 und 22 werden zudem innerhalb der Zeolith-Familie zur strukturellen Gruppe der „Faserzeolithe“ zusammengefasst.
Die von der International Mineralogical Association (IMA) zuletzt 2009 aktualisierte 9. Auflage der Strunz’schen Mineralsystematik ordnet Thomsonit-Ca und Thomsonit-Sr in die präziser definierte Abteilung der „Gerüstsilikate (Tektosilikate) mit zeolithischem H2O; Familie der Zeolithe“ ein. Diese ist zudem weiter unterteilt nach der Kristallstruktur, so dass die Thomsonite entsprechend ihrem Aufbau in der Unterabteilung der „Zeolithe mit Ketten aus Vierer-Ringen, verbunden über ein fünftes Si“ zu finden ist, wo sie die unbenannte Gruppe 9.GA.10 bilden.
Auch die vorwiegend im englischen Sprachraum gebräuchliche Systematik der Minerale nach Dana ordnet Thomsonit-Ca mit der Mineral-Nr. 77.01.05.09 und Thomsonit-Sr mit der Mineral-Nr. 77.01.05.10 in die Abteilung der „Gerüstsilikate: Zeolith-Gruppe“ ein. Hier sind sie zusammen mit Natrolith, Tetranatrolith, Paranatrolith, Mesolith, Skolezit, Edingtonit, Gonnardit, Cowlesit und Nabesit in der Gruppe „Natrolith und verwandte Arten“ mit der System-Nr. 77.01.05 innerhalb der Unterabteilung „Echte Zeolithe“ zu finden.

## Kristallstruktur
Thomsonit-Ca kristallisiert in der orthorhombischen Raumgruppe Pbmn (Raumgruppen-Nr. 53, Stellung 3) mit den Gitterparametern a = 13,06–13,08 Å; b = 13,05–13,06 Å und c = 6,60–6,61 Å sowie 4 Formeleinheiten pro Elementarzelle.
Thomsonit-Sr kristallisiert in der orthorhombischen Raumgruppe Pncn (Raumgruppen-Nr. 52, Stellung 5) mit den Gitterparametern a = 13.1043 Å; b = 13.0569 Å und c = 13.2463 Å sowie  Formeleinheiten pro Elementarzelle.

## Eigenschaften

### Morphologie
Thomsonit-Ca entwickelt nadelige, prismatische oder tafelige Kristalle von bis zu 12 cm Größe, die meist in büscheligen, radialstrahligen bis kugeligen bzw. traubigen Aggregaten angeordnet sind. Die Kristalle sind nach der c-Achse [001] gestreckt und gestreift.
Thomsonit-Sr entwickelt ebenfalls prismatische Kristalle, die bisher nur in einer Größe von rund einem Millimeter bekannt wurden.
Thomsonite bilden gelegentlich kreuzförmige Zwillinge nach {110}.

### Physikalische Eigenschaften
Je nach Zusammensetzung der Mischkristalle können Thomsonite eine Mohshärte zwischen 5 und 5,5 aufweisen. Sie gehören damit noch zu den mittelharten Mineralen, die sich wie das Referenzmineral Apatit (5) gerade noch mit einem Taschenmesser oder etwas leichter als das Referenzmineral Orthoklas (Härte 6) mit einer Stahlfeile ritzen lassen.
Auch die Dichte schwankt je nach Zusammensetzung des Mischkristalls zwischen 2,23 bis 2,39 (Thomsonit-Ca) und 2,47 g/cm3 (Thomsonit-Sr).
Thomsonitkristalle sind allgemein spröde und brechen bei ungerichteter Krafteinwirkung mit unebenen bis schwach muscheligen Bruchflächen. Bei Krafteinwirkungen senkrecht zur x- und y-Achse zeigen die Kristalle allerdings eine gute bis vollkommene Spaltbarkeit.

### Optische Eigenschaften
In reiner Form sind beide Thomsonite farblos und durchsichtig. Durch vielfache Lichtbrechung aufgrund von Gitterbaufehlern oder polykristalliner Ausbildung können sie aber auch weiß erscheinen und durch Fremdbeimengungen eine gelbliche, grünliche, rosa oder braune Farbe annehmen, wobei die Transparenz entsprechend abnimmt. Auf der Strichtafel hinterlässt Thomsonit allerdings immer einen weißen Strich. Die Kristalloberflächen zeigen einen glasähnlichem Glanz, Spaltflächen schimmern dagegen eher perlmuttartig.
| Mineral       | Brechungsindizes                                               | Doppelbrechung      | Optischer Charakter | Optischer Achsenwinkel |
| ------------- | -------------------------------------------------------------- | ------------------- | ------------------- | ---------------------- |
| Thomsonite-Ca | nα = 1,511 bis 1,530 nβ = 1,513 bis 1,532 nγ = 1,516 bis 1,545 | δ = 0,005 bis 0,015 | zweiachsig positiv  | 44° bis 75°            |
| Thomsonite-Sr | nα = 1,528 nβ = 1,532 nγ = 1,540                               | δ = 0,012           | zweiachsig positiv  | 62°                    |

## Modifikationen und Varietäten
Als Faröelith (englisch auch Faröelite bzw. Faroelite) wird eine radialfaserige, kugelige Thomsonit-Varietät von den Färöer-Inseln benannt.

## Bildung und Fundorte

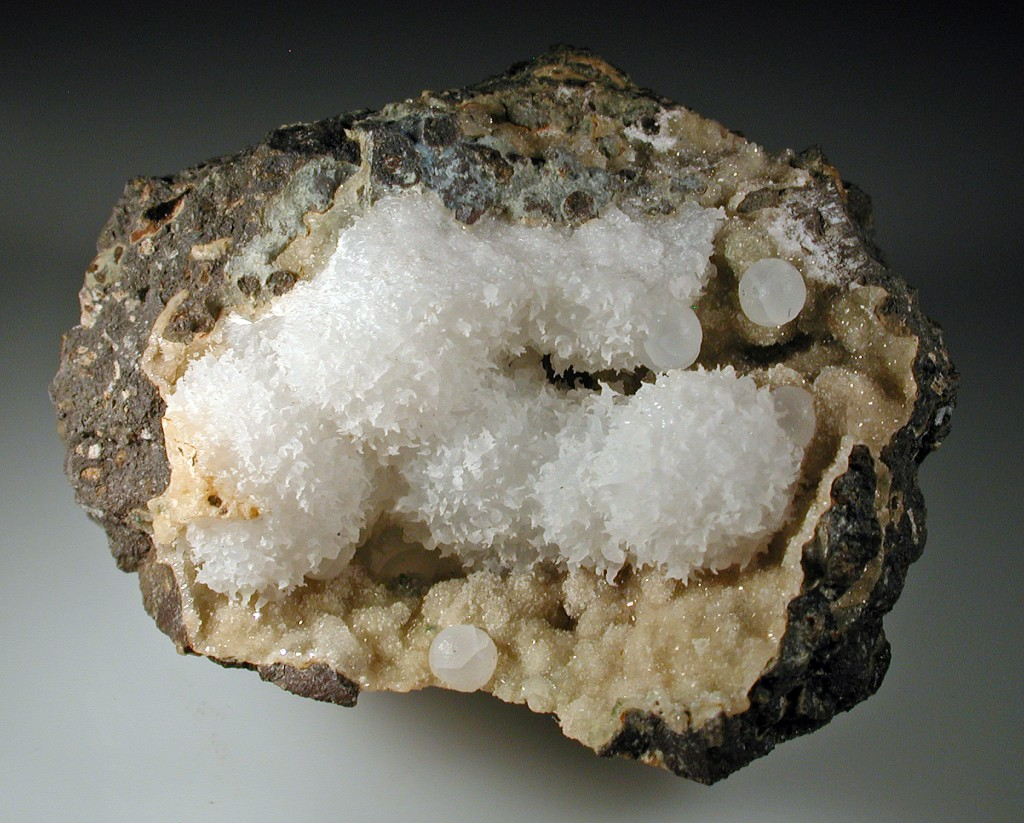
Calcit-Druse mit weißen Thomsonit-Ca-kugeln, von denen einige mit faserigen Thomsonitkristallen überwachsen sind, aus Goble, Columbia County (Oregon), USA (Größe: 30 × 25 × 18 mm)

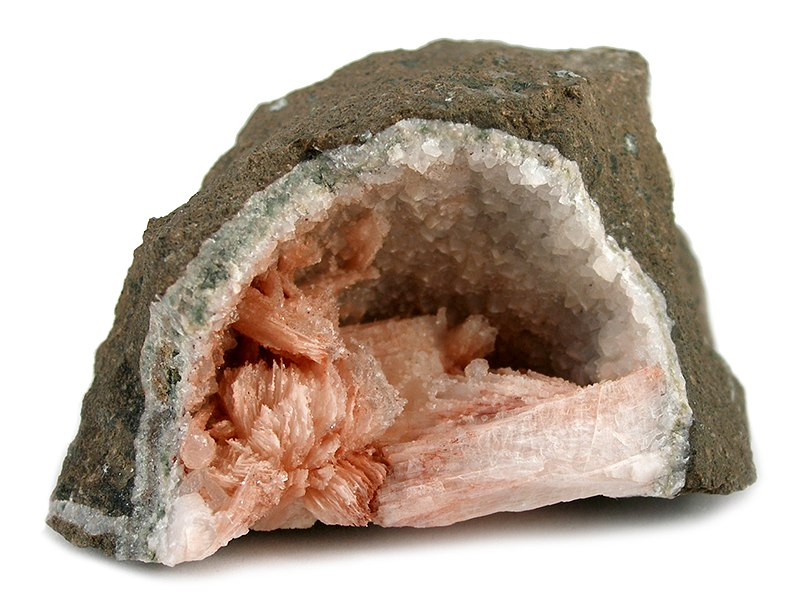
Teilweise mit lachsfarbenen Thomsonit-Ca-Kristallen aufgefüllte Geode aus St. Ulrich in Gröden (ital. Ortisei), Südtirol (Größe: 8,0 × 6,0 × 4,2 cm)

Die Minerale der Thomsonit-Gruppe bilden sich in Basalten und gelegentlich in granitischen Pegmatiten, wo sich meist in Paragenese mit anderen Zeolithen, aber auch mit Calcit, Datolith, Prehnit und/oder Quarz. Als weitere Begleitminerale können unter anderem Aegirin, Annit, Astrophyllit, Baryt, Fluorapatit, Fluorapophyllit, Magnetit, Mikroklin, Pyrophanit, Thaumasit und Tobermorit auftreten.
Als eher seltene Mineralbildung kann Thomsonit an verschiedenen Fundorten zum Teil zwar reichlich vorhanden sein, insgesamt ist er aber wenig verbreitet. Weltweit sind bisher über 900 Fundorte dokumentiert (Stand: 2013).
Bekannt aufgrund außergewöhnlicher Thomsonitfunde sind unter anderem die Typlokalität Old Kilpatrick in Schottland und West Paterson im US-Bundesstaat New Jersey, wo radialstrahlige Aggregate von bis zu 5 Zentimetern gefunden wurden. Ebenfalls radialstrahlige Aggregate von mehreren Zentimetern Durchmesser fanden sich nahe Vinařice u Kladna (Vinařická hora) im tschechischen Okres Kladno und im Gebiet um Aurangabad (Maharashtra) in Westindien.
Größere Einschlüsse von massivem Thomsonite mit auffallend farbige Maserungen sind von den Oberer Seen bekannt. Die typische Größe von Thomsoniteinschlüssen liegt bei weniger als einem halben Zentimeter. Es ist schwierig, sie unbeschädigt aus ihrer Matrix herauszulösen.
Weitere Fundstellen befinden sich unter anderem in Australien, Costa Rica, Dänemark (Faröerlith), Deutschland, Frankreich, Island, Italien, Japan, Kanada, Neuseeland, Norwegen, Österreich, Portugal, Russland, Schweden, der Schweiz, Spanien, Südafrika, der Ukraine, im Vereinigten Königreich (Großbritannien) und in weiteren Staaten der USA.